# Кітуба
Кітуба (фр. Kituba) — мова групи банту, поширена як лінгва франка в Центральній Африці. Сформувалася на підмурку діалектів мови конго. Офіційна мова Республіки Конго та ДР Конго.
Кітуба іноді вважають креольською мовою, що, однак, не зовсім точно, оскільки в ньому не простежуються характерні для розвитку креольських мов відмінності між впливом суперстрата і субстрата.

## Географічне поширення

Поширення кітуба у Демократичній Республіці Конго. Кітуба виділена червоним кольором

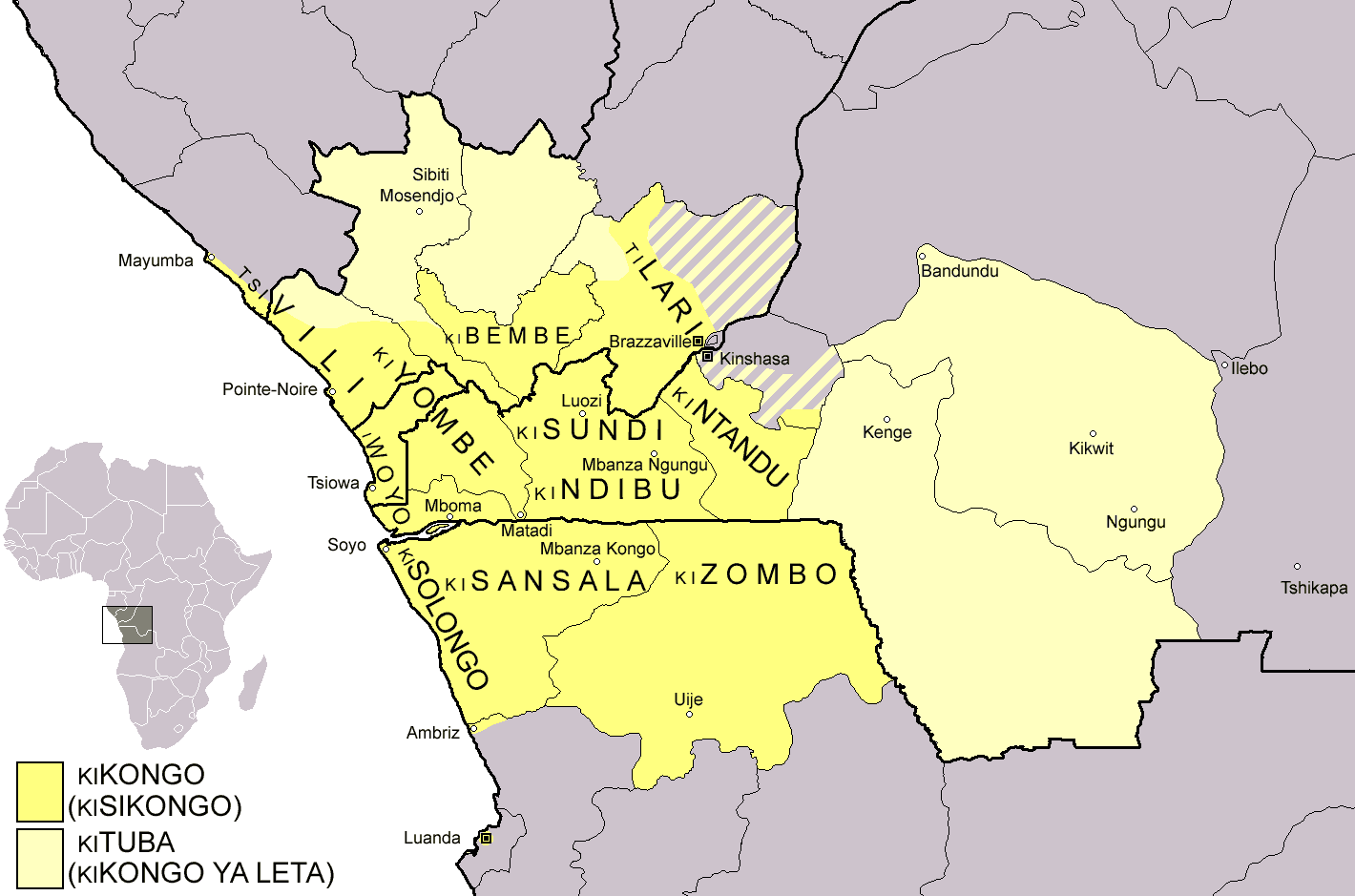
Поширення мови. Темно-жовтий колір — власне конго, світло-жовтий — кітуба

Мова кітуба поширена у Республіці Конго, Демократичній Республіці Конго та Анголі. Більшість носіїв кітуби мешкає в Республіці Конго, у південній частині країни в департаментах Куілу (особливо в Пуент-Нуар), Ніарі, Лекуму, Пул, а також в столиці країни Браззавілі. 
У Демократичній Республіці Конго кітуба поширена у провінціях Нижнє Конго, Кванґо та Квілу. На півночі країни більш поширена мова лінґала. 
Про стан кітуба у Анголі відомості відсутні. Можливо, що кітуба є зрозумілою для  представників народу конго, особливо тих хто мешкав у Республіці Конго або ДР Конго як біженці або в іншому статусі.